# Пэнси
Пэнси́ (кит. упр. 蓬溪, пиньинь Péngxī) — уезд городского округа Суйнин провинции Сычуань (КНР).

## История
При империи Восточная Цзинь в 355 году из части территории уездов Ци и Гуанхань был образован уезд Басин (巴兴县), а затем из уезда Гуанхань был выделен ещё и уезд Цзиньсин (晋兴县). При империи Западная Вэй в 555 году уезд Басин был переименован в уезд Чанцзян (长江县), а уезд Цзиньсин — в уезд Шисин (始兴县).
При империи Суй в 598 году уезд Шисин был переименован в уезд Цинши (青石县).
При империи Тан в 682 году из уезда Фанъи (方义县) был выделен уезд Тансин (唐兴县). В 693 году уезд Тансин был переименован в Уфэн (武丰县), но в 705 году ему было возвращено прежнее название. В 708 году из уезда Тансин был выделен уезд Танъань (唐安县), но в 713 году он был ликвидирован. В 742 году уезд Тансин был переименован в Пэнси.
При империи Сун в 1073 году уезд Цинши был присоединён к уезду Пэнси, но в 1074 году был восстановлен.
При империи Юань в 1282 году в связи с малонаселённостью уезд Чанцзян был присоединён к уезду Пэнси (蓬溪县); уезды Цинши и Суйнин были присоединены к уезду Сяоси (小溪县) области Суйнин (遂宁州).
При империи Мин в 1376 году уезд Сяоси был расформирован, а область Суйнин была преобразована в уезд Суйнин. В 1377 году уезд Пэнси был присоединён к уезду Суйнин (遂宁县), но в 1380 году восстановлен.
При империи Цин в 1653 году уезд Суйнин был присоединён к уезду Пэнси, но в 1660 году выделен вновь.
В 1950 году был образован Специальный район Суйнин (遂宁专区), и уезд Пэнси перешёл под его юрисдикцию. В 1958 году Специальный район Суйнин был расформирован, и уезд Суйнин перешёл под юрисдикцию Специального района Мяньян (绵阳专区). В 1968 году Специальный район Мяньян был переименован в Округ Мяньян (绵阳地区).
В 1985 году постановлением Госсовета КНР округ Мяньян был расформирован, а на его территории были образованы городские округа Мяньян, Гуанъюань и Суйнин. Уезд Пэнси вошёл в состав городского округа Суйнин.
В 1997 году из уезда Пэнси был выделен уезд Даин.

## Административное деление
Уезд Пэнси делится на 18 посёлков и 13 волостей.